# A mélység (televíziós sorozat, 2015)
A mélység (eredeti cím: The Deep) 2015-től vetített ausztrál–kanadai televíziós 3D-s számítógépes animációs akciósorozat, amit Tom Taylor és James Brouwer alkotott.
Ausztráliában a 7TWO, Kanadába a Family Chrgd 2015. december 1-jén mutatta be. Magyarországon 2017. február 25-én a Minimax, 2022. május 14-én a Da Vinci mutatta be.

## Ismertető
Nektonok, egy kalandvágyó víz alatti felfedező család, akik egy korszerű tengeralattjáró, az Aronnax fedélzetén élnek, és a Föld óceánjainak ismeretlen területeit kutatják, hogy megfejtsék a mélység rejtélyeit. Will Nekton szülei eltűntek, miközben azt a rejtélyt próbálták megoldani, hogyan juthatnak el Lemúria elveszett városába, és a Nektonok nem hajlandóak lemondani róla. Most a család barátjának, Nereusnak köszönhetően Nektonék tudják, miért vonzódnak annyira a víz alatti rejtvények megoldásához; mert ők a lemúriaiak leszármazottai.

## Szereplők

### Főszereplők
| Szereplő              | Eredeti hang      | Magyar hang   | Magyar hang        | Leírás |
| Szereplő              | Eredeti hang      | Minimax       | Da Vinci           | Leírás |
| --------------------- | ----------------- | ------------- | ------------------ | --- |
| Antaeus 'Ant' Nekton  | Vincent Tong      | Baráth István | Nagy Gereben       | Will és Kaiko Nekton fia. Kalandvágyó, hisz minden mitikus és paranormális dologban, és mindig szívesen felfedezi a mélység rejtélyeit. |
| Fontaine Nekton       | Ashleigh Ball     | Pekár Adrienn | Csifó Dorina       | Ant nővére. Élvezi, hogy Antett különböző módokon idegesítse, de mindig vigyáz rá.                                                      |
| William 'Will' Nekton | Michael Dobson    | Pál Tamás     | Posta Victor       | Ant és Fontaine apja. Az egykor olimpiai úszó, ma már szenvedélyes óceánkutató.                                                         |
| Kaiko Nekton          | Kathleen Barr     | Orosz Anna    | Kisfalvi Krisztina | Antaeus és Fontaine anyja. Nagyszerű gépészmérnöki képességekkel rendelkezik, és gyakran vezeti az Aronnaxot.                           |
| Jeffrey               | Haley Joel Osment | Eredeti hang  | Eredeti hang       | Ant sárgahátú sügér háziállata és legjobb barátja                                                                                       |

### Mellékszereplők
| Szereplő                  | Eredeti hang      | Magyar hang           | Magyar hang     | Leírás |
| Szereplő                  | Eredeti hang      | Minimax               | Da Vinci        | Leírás |
| ------------------------- | ----------------- | --------------------- | --------------- | --- |
| Fiction professzor        | James Higuchi     | Renácz Zoltán         | N/A             | A Nekton család tudományos tanácsadója, valamint az Arronax és a Lovagok építője.                                                       |
| Bob Gorman                | Michael Kopsa     | Vári Attila           | N/A             | Nektonék közeli barátja. |
| Jess Gorman               | Shannon Chan-Kent | Hermann Lilla         | N/A             | Bob Gorman lánya, Fontaine legjobb barátja.                                                                                             |
| Pyrosome parancsnok       | Nicole Oliver     | Makay Andrea          | N/A             | Az Óceánok Világszervezetének vezetője, általában csak videohívás útján jelenik meg.                                                    |
| Kenji Nokumura            | Lee Tockar        | Csuha Lajos           | N/A             | Japán férfi, aki egyedül él egy szigeten.                                                                                               |
| Nereus                    | Lee Tockar        | Forgács Gábor         | N/A             | Excentrikus, szakállas öregember, aki homályos (de gyakran váratlanul hasznos) tanácsokkal látja el Nektonékat Lemúria keresése közben. |
| Glaucus                   | Vincent Tong      | Gubányi György István | N/A             | Az Őrzők egy másik tagja a Csendes-óceán egyik szigetén él, és fontos szerepet játszik a "Bíbor áradatban".                             |
| Hammerhead kapitány       | Michael Dobson    | Papucsek Vilmos       | Törköly Levente | A Dark Orca kalózcsapat kapitánya |
| 'Smiling' Finn Hammerhead | Samuel Vincent    | Berkes Bence          | Markovics Tamás | Hammerhead kapitány fia és vonakodó tini kalóz.                                                                                         |
| 'Mad' Madeline Hammerhead | Kazumi Evans      | Sipos Eszter Anna     | Molnár Ilona    | Hammerhead kapitány lánya és apja büszkesége.                                                                                           |
| Danny Boy                 | Brian Drummond    | N/A                   | Szokol Péter    | A Dark Orca kalóz legénység első tisztje.                                                                                               |
| Proteus                   | Brian Drummond    | Bartók László         | N/A             | Az Őrzők egykori tagja, kezdetben az Őrzők vezetőjeként jelenik meg, amíg árulónak nem mutatkozik.                                      |
| Dolos                     | Brian Drummond    | Potocsny Andor        | N/A             | Önző, sznob kutató, aki megveti a gyerekeket, és csak a kincsekkel, a pénzzel és háziállatával, a Hydra polippal törődik.               |
| Sebastian Conger          | Ian James Corlett | Kapácsy Miklós        | N/A             | Nagyon gazdag üzletember, aki csatlósaival egy csúcstechnológiás mobil víz alatti bázison él.                                           |
| Deniels                   | Trevor Devall     | Moser Károly          | N/A             | Népszerű "szörnyvadász" és vlogger. |

### Magyar változat
Minimax
- Bemondó: Zahorán Adrienne
- Magyar szöveg: Erős Ágnes, Gyenes István, Niklosz Krisztina, Szabó Anita
- Vágó: Terbócs Nóra
- Hangmérnök: Johannis Vilmos
- Szinkronrendező: Szalay Éva

A szinkront a Subway stúdió készítette.
Da Vinci
- Bemondó: Joó Gábor
- Magyar szöveg: Niklosz Krisztina
- Hangmérnök és vágó: Toma Dávid
- Gyártásvezető: Gémesi Krisztina
- Szinkronrendező: Szentesi Dorottya
- Produkciós vezető: Koleszár Veronika

A szinkront a Da Vinci megbízásából a Direct Dub Studios készítette.

## Évados áttekintés
| Évad | Évad | Epizódok | Eredeti sugárzás   | Eredeti sugárzás     | Magyar sugárzás (Minimax) | Magyar sugárzás (Minimax) | Magyar sugárzás (Da Vinci) | Magyar sugárzás (Da Vinci) |
| Évad | Évad | Epizódok | Évadpremier        | Évadfinálé           | Évadpremier               | Évadfinálé                | Évadpremier                | Évadfinálé                 |
| ---- | ---- | -------- | ------------------ | -------------------- | ------------------------- | ------------------------- | -------------------------- | -------------------------- |
|      | 1    | 26       | 2015. december 7.  | 2016. szeptember 12. | 2017. február 25.         | 2017. március 22.         | 2022. május 14.            | 2022. augusztus 7.         |
|      | 2    | 13       | 2016. július 1.    | 2017. szeptember 22. | 2018. február 1.          | 2018. február 13.         | 2022. szeptember 17.       | 2022. október 29.          |
|      | 3    | 13       | 2018. november 12. | 2019. június 13.     | N/A                       | N/A                       | N/A                        | N/A                        |
|      | 4    | 13       | 2022. május 30.    | N/A                  | N/A                       | N/A                       | 2025. január 13.           | N/A                        |

## Epizódok

### 1. évad
| #   | #   | Eredeti cím               | Magyar cím                | Magyar cím               | Eredeti premier      | Magyar premier    | Magyar premier     |
| #   | #   | Eredeti cím               | Minimax                   | Da Vinci                 | Eredeti premier      | Minimax           | Da Vinci           |
| --- | --- | ------------------------- | ------------------------- | ------------------------ | -------------------- | ----------------- | ------------------ |
| 1.  | 1.  | Here Be Dragons           | Itt sárkányok vannak!     | Sárkányvadászat          | 2015. december 7.    | 2017. február 25. | 2022. május 14.    |
| 2.  | 2.  | The Dark Orca             | A Sötét Orka              | Gyilkos Bálna            | 2015. december 14.   | 2017. február 26. | 2022. május 15.    |
| 3.  | 3.  | A.I.M.Y.                  | A.I.M.Y.                  | Üzemzavar                | 2016. január 22.     | 2017. február 27. | 2022. május 21.    |
| 4.  | 4.  | Digging Deeper            | Még mélyebbre             | Mélységes mélység        | 2016. január 28.     | 2017. február 28. | 2022. május 22.    |
| 5.  | 5.  | The Devil's Sea Mystery   | Rejtély az Ördög-tengeren | Ördögi rejtély           | 2016. február 7.     | 2017. március 1.  | 2022. május 28.    |
| 6.  | 6.  | Lonesome Jim              | Magányos Jim              | Teknősmentés             | 2016. február 9.     | 2017. március 2.  | 2022. május 29.    |
| 7.  | 7.  | Captured                  | Fogságban                 | Fogságban                | 2016. március 2.     | 2017. március 3.  | 2022. június 4.    |
| 8.  | 8.  | The Test                  | A vizsga                  | A próbatétel             | 2016. március 9.     | 2017. március 4.  | 2022. június 5.    |
| 9.  | 9.  | Fossil                    | A fosszília               | A fosszília              | 2016. április 27.    | 2017. március 5.  | 2022. június 11.   |
| 10. | 10. | Colossal Squid            | A gigászkalmár            | Gigászkalmár             | 2016. március 23.    | 2017. március 6.  | 2022. június 12.   |
| 11. | 11. | Monster Hunter            | A szörny vadász           | Szörnyvadász             | 2016. március 30.    | 2017. március 7.  | 2022. június 18.   |
| 12. | 12. | The Phantom Sub           | Kísértet tengeralattjáró  | Szellem tengeralattjáró  | 2016. április 13.    | 2017. március 8.  | 2022. június 19.   |
| 13. | 13. | Tunnel                    | Az alagút                 | Az alagút                | 2016. április 20.    | 2017. március 12. | 2022. július 3.    |
| 14. | 14. | The Abyss Stares Back     | A mélység visszanéz       | A víznyelő               | 2016. március 17.    | 2017. március 10. | 2022. június 26.   |
| 15. | 15. | Treasure of the Islanders | A szigetlakók kincse      | Kincsvadászat            | 2016. március 16.    | 2017. március 11. | 2022. július 2.    |
| 16. | 16. | The Junior Nektons        | A rajongói klub           | Az ifjú Nektonok         | 2016. május 18.      | 2017. március 10. | 2022. június 26.   |
| 17. | 17. | The Sunken Gallery        | Az elsüllyedt galéria     | Felültetve               | 2016. május 11.      | 2017. március 13. | 2022. július 9.    |
| 18. | 18. | The Field of Giants       | Óriások földje            | Gyöngyhajsza             | 2016. június 14.     | 2017. március 14. | 2022. július 10.   |
| 19. | 19. | The Proteus Factor        | A Proteus faktor          | Proteus csapdája         | 2016. július 25.     | 2017. március 15. | 2022. július 16.   |
| 20. | 20. | The Song of the Siren     | A szirén éneke            | A szirén dala            | 2016. augusztus 22.  | 2017. március 16. | 2022. július 17.   |
| 21. | 21. | Bad Luck Fish             | A balszerencsét hozó hal  | A balszerencsét hozó hal | 2016. augusztus 16.  | 2017. március 17. | 2022. július 23.   |
| 22. | 22. | Strange Migration         | Furcsa vonulás            | Elnyelve                 | 2016. augusztus 15.  | 2017. március 18. | 2022. július 24.   |
| 23. | 23. | Bloop                     | A Bloop                   | A titokzatos lény        | 2016. augusztus 23.  | 2017. március 19. | 2022. július 30.   |
| 24. | 24. | The Twilight Zone         | Alkonyzóna                | Az alkonyzóna            | 2016. augusztus 1.   | 2017. március 20. | 2022. július 31.   |
| 25. | 25. | Loki's Castle             | Loki kastélya             | Loki kastélya            | 2016. augusztus 29.  | 2017. március 21. | 2022. augusztus 6. |
| 26. | 26. | Tartaruga                 | Tartaruga                 | Az úszó sziget           | 2016. szeptember 12. | 2017. március 22. | 2022. augusztus 7. |

### 2. évad
| #   | #   | Eredeti cím            | Magyar cím               | Magyar cím          | Eredeti premier      | Magyar premier    | Magyar premier       |
| #   | #   | Eredeti cím            | Minimax                  | Da Vinci            | Eredeti premier      | Minimax           | Da Vinci             |
| --- | --- | ---------------------- | ------------------------ | ------------------- | -------------------- | ----------------- | -------------------- |
| 27. | 1.  | From The Stars         | A csillagokból           | Égi áldás           | 2017. január 10.     | 2018. február 1.  | 2022. szeptember 17. |
| 28. | 2.  | The Baltic Sea Anomaly | A balti-tengeri anomália | A titokzatos doboz  | 2017. január 11.     | 2018. február 2.  | 2022. szeptember 18. |
| 29. | 3.  | Mermaids               | Sellők                   | Sellők              | 2016. július 1.      | 2018. február 3.  | 2022. szeptember 24. |
| 30. | 4.  | Treacherous Waters     | Veszélyes vizeken        | Veszélyes vizeken   | 2017. február 24.    | 2018. február 4.  | 2022. szeptember 25. |
| 31. | 5.  | Kenji's Monster        | Kenji szörnye            | A szörnyeteg        | 2017. február 23.    | 2018. február 5.  | 2022. október 1.     |
| 32. | 6.  | Finn Comes Aboard      | Finn a fedélzetre        | Finn segítséget kér | 2017. március 17.    | 2018. február 6.  | 2022. október 2.     |
| 33. | 7.  | Beware The Sentinels   | Óvakodj az őrszemtől     | Az őrszemek         | 2017. február 22.    | 2018. február 7.  | 2022. október 8.     |
| 34. | 8.  | Hidden Secrets         | Rejtett titkok           | Rejtett titkok      | 2017. február 21.    | 2018. február 8.  | 2022. október 9.     |
| 35. | 9.  | The Maze               | A labirintus             | A labirintus        | 2017. augusztus 30.  | 2018. február 9.  | 2022. október 15.    |
| 36. | 10. | Whale Of A Tale        | Bálnás történet          | Bálnabaj            | 2017. augusztus 29.  | 2018. február 10. | 2022. október 16.    |
| 37. | 11. | The Missing            | Eltűntek                 | Eltűntek            | 2017. szeptember 22. | 2018. február 11. | 2022. október 22.    |
| 38. | 12. | Thunder And Lightning  | Mennydörgés és villámlás | Villámvihar         | 2017. augusztus 16.  | 2018. február 12. | 2022. október 23.    |
| 39. | 13. | The Gates              | A kapu                   | A kapu              | 2017. augusztus 15.  | 2018. február 13. | 2022. október 29.    |

### 3. évad
| #   | #   | Eredeti cím                | Magyar cím | Eredeti premier    | Magyar premier |
| --- | --- | -------------------------- | ---------- | ------------------ | -------------- |
| 40. | 1.  | The Treasure               |            | 2018. november 12. |                |
| 41. | 2.  | Off-Line                   |            | 2019. február 7.   |                |
| 42. | 3.  | Friends in Deep Places     |            | 2019. február 6.   |                |
| 43. | 4.  | Just Eaten                 |            | 2019. március 4.   |                |
| 44. | 5.  | Family Ties                |            | 2019. március 5.   |                |
| 45. | 6.  | The Circle Game            |            | 2019. február 5.   |                |
| 46. | 7.  | The Unicorn                |            | 2019. február 4.   |                |
| 47. | 8.  | Purple Tide                |            | 2019. március 6.   |                |
| 48. | 9.  | The Race                   |            | 2019. március 7.   |                |
| 49. | 10. | Kidnapped!                 |            | 2019. június 10.   |                |
| 50. | 11. | More Thunder And Lightning |            | 2019. június 11.   |                |
| 51. | 12. | Lemuria                    |            | 2019. június 12.   |                |
| 52. | 13. | The Sceptre                |            | 2019. június 13.   |                |

### 4. évad
| #   | #   | Eredeti cím                       | Magyar cím | Eredeti premier  | Magyar premier   |
| --- | --- | --------------------------------- | ---------- | ---------------- | ---------------- |
| 53. | 1.  | The Hole Truth                    |            | 2022. május 30.  | 2025. január 13. |
| 54. | 2.  | The Biggest                       |            | 2022. május 30.  |                  |
| 55. | 3.  | Little Problems                   |            | 2022. május 30.  |                  |
| 56. | 4.  | The Lead                          |            | 2022. május 30.  |                  |
| 57. | 5.  | AWOL                              |            | 2022. május 30.  |                  |
| 58. | 6.  | Deceptive Appearances             |            | 2022. június 24. |                  |
| 59. | 7.  | Glass Houses                      |            | 2022. június 24. |                  |
| 60. | 8.  | Unidentified Floating Objects     |            | 2022. június 24. |                  |
| 61. | 9.  | At the Bottom of the GyreThe Race |            | 2022. június 24. |                  |
| 62. | 10. | Walking with Fish                 |            |                  |                  |
| 63. | 11. | Getting Warmer                    |            |                  |                  |
| 64. | 12. | The Big Clue                      |            |                  |                  |
| 65. | 13. | The Inside Story                  |            |                  |                  |